# Els Van Weert
 (novembre 2016).
Els Van Weert, née le 27 février 1968 à Lier, est une femme politique belge flamande, membre de Spirit.
Elle est licenciée en sciences politiques et sociales (KUL). Elle commença sa carrière en 1992 à la Volksunie et créa le parti Spirit avec Bert Anciaux.

## Fonctions politiques
- 1999-2004 Députée fédérale
- 2000-2004 Présidente de Spirit
- 2000-2004 Conseillère communale de Nijlen
- 2004-2007 secrétaire d'État fédérale au Développement durable et à l'économie sociale
- 2007-     Échevine à Lier
- Députée au Parlement flamand :
  - du 6 au 20 juillet 2004
  - du 21 décembre 2007 au 7 juin 2009